# Vivien Thomas
Vivien Theodore Thomas (Lake Providence, 29 de agosto de 1910 — baltimore, 26 de novembro de 1985) foi um assistente cirúrgico norte-americano que desenvolveu os procedimentos usados para o tratamento da síndrome dos bebês azuis na década de 1940.
Foi o assistente do Dr. Alfred Blalock (famoso por ter descoberto a cura para tetratologia de Fallot) na Universidade de Vanderbilt em Nashville, Tennessee e, posteriormente, na Universidade Johns Hopkins, em Baltimore, Maryland.
Com um limitado grau de educação formal e sem nunca ter cursado uma faculdade, Dr. Thomas lutou contra a pobreza e o racismo para se tornar um pioneiro na área da cirurgia cardíaca e um professor para estudantes que se tornariam os melhores cirurgiões dos Estados Unidos. Vivien Thomas recebeu o título em Doutorado Honorário.
A história de Vivien Thomas é contada no filme Quase Deuses,  baseado no artigo jornalístico "Something the Lord Made", escrito por Katie McCabe e publicado no Washingtonian. Um documentário sobre Vivien Thomas foi produzido em 2004 pela HBO.
Vale ressaltar que, em meio a uma época extremamente racista nos EUA, Thomas sofreu muito com o preconceito, visto ter sido barrado nos laboratórios e na própria tentativa de se tornar médico. Entretanto, se não fosse a participação deste renomado e sábio homem, Blalock não teria desenvolvido a técnica inovadora para correção da Síndrome do Bebê Azul tão cedo. O mérito do conhecimento e da descoberta fora, na maior parte, de Thomas.